# Lago Borkener
El lago Borkener (en alemán: Borkenersee) es un lago situado al norte de la ciudad de Fráncfort del Meno, en el distrito rural del Schwalm-Eder, en el estado de Hesse (Alemania), a una altitud de 177 metros; tiene un área de 139 hectáreas y una profundidad máxima de 52.5 metros.